# バクセル
バクセル（Vaccell）は、東京大学医科学研究所発のバイオベンチャー企業であるテラ株式会社（2022年8月倒産）がかつて提供したTh1強化型樹状細胞ワクチン技術の呼称で、同社の登録商標（商標登録第5514048号）でもある。「vaccine（ワクチン） + cell（細胞）」が語源で「細胞を用いたがんワクチン」を意味する。2014年現在、バクセルはがん治療用の再生医療等製品としての薬事承認を目指し、研究開発が進められている 。樹状細胞ワクチンの臨床実績として2014年7月現在で8,000症例の実績を持つ。

## 研究開発
バクセルは東京大学医科学研究所等で研究開発された細胞培養法に、大阪大学で研究開発されたWT1ペプチド 由来のがん抗原等を用いた、テラ株式会社独自の特異的がん免疫治療技術であり、その臨床成績は欧米論文及び学会等で明らかになっている。東京大学医科学研究所での研究開発では、悪性黒色腫（メラノーマ）及び甲状腺癌を対象に患者自己がん組織を用いた樹状細胞ワクチンが行われ (6.Nagayama H. et al., Melanoma Res., 2003 Oct; 13(5): 521-30.（東京大学医科学研究所・悪性黒色腫に対する研究）／Kuwabara K. et al., Thyroid., 2007 Jan; 17(1): 53-8.     （東京大学医科学研究所・甲状腺がんに対する研究）)、大阪大学での研究開発では、WT1ペプチド単体おいての基礎データ及び臨床成績が出ている。テラ株式会社は現在、バクセルの研究開発を東京大学医科学研究所、慶應義塾大学、信州大学、長崎大学、愛媛大学、東京慈恵会医科大学、北里研究所、等と行っている 。また同社は2013年4月九州大学と共同研究契約を締結し、バクセルを医薬品（再生医療等製品）化するための開発を開始している。

## 臨床研究
2014年3月現在、テラ株式会社が技術提供する樹状細胞ワクチン「バクセル」は合計約8,000の症例実績を持ち、同技術に関する臨床成果について以下の論文が発表されている。
- Kobayashi M.,et al., Dendritic cell-based immunotherapy targeting synthesized peptides for advanced biliary tract cancer. J Gastrointest Surg. 2013 Sep;17(9):1609-1617. Pubmed23877328
- Takahashi H., et al., Impact of dendritic cell vaccines pulsed with Wilms' tumour-1 peptide antigen on the survival of patients with advanced non-small cell lung cancers. Eur J Cancer. 2013 Mar;49(4):852-9. doi: 10.1016/j.ejca.2012.11.005. Epub 2012 Dec 11.
- Kimura Y., et al., Clinical and immunologic evaluation of dendritic cell-based immunotherapy in combination with gemcitabine and/or S-1 in patients with advanced pancreatic carcinoma. Pancreas. 2012 Mar;41(2):195-205. Pubmed21792083
- Shibamoto Y., et al., Immune maximizing (IMAX) therapy for cancer: Combination of dendritic cell vaccine and intensity modulated radiation Mol Clin Onco. 2013: Apr; 26: 649-654.
- Takahashi H. et al., Impact of dendritic cell vaccines pulsed with Wilms' tumour-1 peptide antigen on the survival of patients with advanced non-small cell lung cancers. Eur J Cancer. 2013 Mar;49(4):852-9. Pubmed23245331

## 先進医療
信州大学医学部附属病院では2012年9月に厚生労働省により、樹状細胞ワクチン療法が先進医療として承認された。対象疾患は乳がん、肺がん、膵臓がん、胃がん、大腸がんである。

## 類似技術
テラ株式会社が提供する樹状細胞ワクチン「バクセル」の類似技術で米国のデンドリオン社のプロベンジ（一般名：Sipuleucel-T）が2010 年前立腺癌を対象にFDA（アメリカ食品医薬品局）の認可を受けている。プロベンジは合計約2,000症例の実績を持つ。

## バクセルを導入している主な医療機関
- 長崎大学病院
- 愛媛大学医学部附属病院
- 北里研究所病院（東京都港区）
- 鶴見大学歯学部附属病院（神奈川県横浜市鶴見区）
- 信州大学医学部附属病院（長野県松本市）
- 松本歯科大学病院（長野県塩尻市）
- 国立病院機構鹿児島医療センター（鹿児島県鹿児島市）
- 国立病院機構都城病院（宮崎県都城市）